# 哈吉加巴德村 (阿姆拉什縣)
哈吉加巴德村（波斯語：حاجي اباد），是伊朗吉兰省阿姆拉什县中央區南阿姆拉什鄉的一个村。2006年人口普查顯示該村人口为452人，分佈在129个家庭中。